# ミゲル・アンヘル・ブランコ
ミゲル・アンヘル・ブランコ・ガリード（Miguel Ángel Blanco Garrido, 1968年5月13日 – 1997年7月13日）は、スペイン・ビスカヤ県エルムア出身の政治家。バスク国民党(PP)に所属していたが、1997年にバスク地方分離主義組織バスク祖国と自由(ETA)の活動家に誘拐されて射殺された。

## 経歴

### 政界進出前
ブランコ家はガリシア地方オウレンセ県のシュンケイラ・デ・エスパダネードからの国内移民である。父親は建設作業員であり、母親は専業主婦だった。1968年5月13日、ミゲル・アンヘル・ブランコはバスク地方のビスカヤ県エルムアにある慎ましやかな家庭に生まれ、ビルバオのデウスト区サリコにあるバスク大学(UPV-EHU)で経済学の学位を取得した。長らく父親とともに建設業に従事したが、ギプスコア県エイバルのエマン・コンサルティングに仕事を見つけ、毎日バスク鉄道で通勤した。「ポケル」（Póker, ポーカー）、「カニャベラル」（Cañaveral, 植物のトウの意）というふたつのバンドでドラマ―として活動した。スポーツファンでもあり、エルムアのスポーツセンターの閉鎖危機に抗議するために、マドリードまで歩くという夢があった。

### 政治活動
1995年、ブランコはバスク国民党(PP)の青年組織に入党した。バスク州では民族主義政党のバスク民族主義党(EAJ-PNV)が最大勢力であり、国会では二大政党の一翼を担う国民党も、この地方では比較的影響力の小さい政党だった。同年のエルムア市議会選挙では第3位で当選してエルムア市議会議員となった。当時のブランコには婚約者がいた。

### 誘拐と殺害
1996年1月、刑務所職員のホセ・アントニオ・オルテガ・ララ（英語版）がバスク地方分離主義組織バスク祖国と自由(ETA)に誘拐され、ETAはオルテガと交換でのETAの囚人の釈放を要求した。オルテガは532日後の1997年7月1日に救出された。
1997年7月10日には刑務所職員救出の報復として、エルムア市議のブランコがETAの活動家に誘拐された。ETAは「48時間以内にバスク州内の刑務所にいるETAの囚人全員の釈放を開始しなければ、ブランコを殺害する」とスペイン政府を脅迫したが、与党である国民党のホセ・マリア・アスナール首相は要求を拒否した。釈放期限の前には、スペインの主要都市でブランコの解放を求めた大規模なデモ活動が行われ、スペイン全土で600万人が参加したとされるが、釈放期限の50分後である7月12日16時50分、ブランコはETAの活動家によって背後から頭部を撃たれた。その直後、激痛に苦しむブランコがサン・セバスティアン郊外で手を縛られた状態で発見されたが、7月13日4時30分に病院で死亡した。ブランコの遺体はガリシア州オウレンセ県ア・メルカの墓地に埋葬された。

### 被告の公判
2001年、フランス領バスクのアングレットでブランコの誘拐と殺人を実行したフランシスコ・ハビエル・ガルシア・ガステル（暗号名 : チャポテ）が逮捕され、テロ組織所属の罪でフランスで服役していた。スペインの中央管区裁判所は2001年7月にチャポテ、恋人のイランツ・ガリャステギ（暗号名 : アマイア）、イボン・ムニョアの3人を起訴し、ムニョアは懲役33年の有罪判決を言い渡された。2006年にはチャポテとアマイアの公判が開始された。チャポテは1996年2月に社会労働党のフェルナンド・ムヒカ（スペイン語版）を殺害するなど、数十の殺人事件に関与しており、ブランコの誘拐殺害によって懲役50年の有罪判決を言い渡された。また、ブランコ誘拐に関与したホセ・ルイス・ゲレスタ・ムヒカは事件の2年後に自殺を図った。

### 社会への影響
ブランコの誘拐と殺害は、スペイン社会・バスク社会双方に大きな影響を与え、先例のない運動を巻き起こし、ETA内部でさえも公然と殺害を非難する支持者がいた。暗殺後には、300万人ものスペイン国民がETAのテロを糾弾するデモや集会を行った。それ以前にもETAのテロ行為を非難するデモは行われていたが、これほど大規模な抗議運動はこの際が初めてだった。事件後には市民運動「エスピリトゥ・デ・エルムア」（エルムアの精神）が起こり、反テロリスト組織の「フォロ・エルムア」（英語版, エルムア集会）とミゲル・アンヘル・ブランコ財団が発足した。
スペインの音楽バンド『レボルベル』(スペイン語版)のリーダーであるカルロス・ゴニ(Carlos Goñi)は、ブランコへのオマージュとして『Una lluvia violenta y salvaje』（暴力と野生の雨）という曲を作曲した。2008年、映画監督のマヌエル・エストゥディーリョ(Manuel Estudillo)は『Futuro: 48 horas』（未来: 48時間）という作品を製作した。ブランコの人生最後の48時間を描いており、アンドニ・グラシア(英語版)がブランコを演じている。